# Timbuktu (film 2014)
Timbuktu è un film del 2014 diretto da Abderrahmane Sissako.

## Trama
Un pastore di bestiame vive con la sua famiglia in un villaggio nei pressi di Timbuctù, in Mali. La tranquillità vissuta tra le dune del deserto viene bruscamente disturbata dall'arrivo di elementi armati jihādisti, i quali impongono la Sharīʿa e mettono al bando la musica, il calcio e le sigarette. Procedono quindi a matrimoni forzati, perseguitano le donne e improvvisano loro tribunali che emanano sentenze ingiuste e assurde, basate su una visione settaria dell'Islam. Malgrado la ferocia della loro repressione, la popolazione resiste coraggiosamente, in nome di una differente visione giuridica, sociale e culturale dell'Islam.

## Produzione

### Riprese
Il film è stato girato in Mauritania e in Mali nel 2012.

## Distribuzione
Il film, che ha concorso per la Palma d'oro al Festival di Cannes 2014, dove ha vinto il Premio della Giuria Ecumenica e il François Chalais Prize, ha ricevuto la candidatura all'Oscar al miglior film straniero nell'ambito dei Premi Oscar 2015.

## Riconoscimenti
- 2015 - Premi Oscar
  - Nomination Miglior film straniero (Mauritania)
- 2015 - Premi César
  - Miglior film
  - Miglior regista a Abderrahmane Sissako
  - Migliore sceneggiatura originale a Abderrahmane Sissako e Kessen Tall
  - Migliore fotografia a Sofian El Fani
  - Miglior montaggio a Nadia Ben Rachid
  - Miglior sonoro a  Philippe Welsh, Roman Dymny e Thierry Delor
  - Migliore colonna sonora a Amine Bouhafa
  - Nomination Migliore scenografia a Sébastien Birchler